# Johann Georg Niederegger

Johann Georg Niederegger

Johann Georg Niederegger (* 16. März 1777 in Ulm; † 28. September 1859 in Lübeck) war ein Zuckerbäcker.

## Werdegang
Niederegger wurde als Sohn von Anna Judith und Leonhard Niederegger geboren. Sein Vater war Handelsmann. Johann Georg Niederegger, der eine Zuckerbäckerlehre in Langenau durchlaufen hatte, verließ Ulm wegen der in Folge der Koalitionskriege unsicheren wirtschaftlichen Lage und kam 1800 nach Lübeck. In der Hansestadt wurde er als Geselle in der nahe des Rathauses gelegenen Zuckerbäckerei von Johann Gerhard Maret tätig, die seit 1786 bestand. Zu den von Maret gefertigten Süßwaren gehörte Marzipan, Niederegger entwickelte für die Speise sein eigenes Mischungsverhältnis mit einem verhältnismäßig hohen Mandel- und geringen Zuckeranteil.
Nach Marets Tod führte Niederegger das Geschäft ab 1. März 1806 in Vertretung des noch nicht volljährigen Sohnes Marets auf eigene Rechnung weiter. Das galt als Geburtsstunde des Familienunternehmens Niederegger, das später die Bezeichnung J.G. Niederegger GmbH & Co. KG erhielt. Ihm gelang es, den Geschäftsbetrieb trotz der Auswirkungen der Kontinentalsperre aufrechtzuerhalten. 1822 kaufte Niederegger in der Breiten Straße gegenüber dem Lübecker Rathaus eigene Geschäftsräume, nachdem Marets Sohn die Volljährigkeit erlangt hatte. 1825 wurde Niedereggers Betrieb als einzige Lübecker Zuckerbäckerei in das Adressbuch für Kaufleute und Fabrikanten aufgenommen, das Unternehmen belieferte unter anderem den russischen Zaren. Niederegger galt als Wortführer der Zuckerbäcker bei der Sicherung des Rechts der Marzipanherstellung.
Mit seiner Ehefrau Anna hatte Niederegger zwei Töchter. Nach dem Tod Niedereggers führte der Ehemann seiner Tochter Friederike, Karl Georg Barth, den Betrieb weiter. Barth war zuvor Mitarbeiter Niedereggers.